# Pro Bowl 2018
Match précédent Match suivant
Le Pro Bowl 2018 est le match des étoiles de football américain de la National Football League pour la saison 2017. Il se joue au Camping World Stadium d'Orlando, Floride le 28 janvier 2018 entre les meilleurs joueurs des deux conférences de la NFL, la National Football Conference et l'American Football Conference.
Il s'agit du 73e Pro Bowl si l'on prend en compte les cinq éditions du NFL All-Star Game disputées de 1938 à 1942.
L'arbitre du match sera Walt Anderson (en).
Le match sera retransmis lors du Monday Night Football sur les chaînes de télévision ESPN on ABC, ESPN et ESPN Deportes. Cette diffusion simultanée marque le retour de la retransmission télévisée de l'événement et son retour sur ABC depuis le Pro Bowl 2003. Dans cette optique, le match est avancé pour se jouer l'après-midi afin de ne plus entrer en concurrence avec les émissions habituellement diffusées en primetime.
La NFC a remporté le match 24 à 23.

## Équipe AFC
C'est Mike Tomlin, entraîneur principal des Steelers de Pittsburgh qui dirigera l'équipe de l'AFC.

### Attaque
| Position         | Titulaires                                                     | Réserve(s)                                                        | Remplaçant(s)                                                  |
| ---------------- | -------------------------------------------------------------- | ----------------------------------------------------------------- | -------------------------------------------------------------- |
| Quarterback      | 12 Tom Brady, Nouvelle-Angleterre[d]                           | 7 Ben Roethlisberger, Pittsburgh 17 Philip Rivers, LA Chargers[b] | 11 Alex Smith, Kansas City[a] 4 Derek Carr, Oakland[a]         |
| Running back     | 26 Le'Veon Bell, Pittsburgh                                    | 25 LeSean McCoy, Buffalo 27 Kareem Hunt, Kansas City              |                                                                |
| Fullback         | 46 James Develin, Nouvelle-Angleterre[d]                       |                                                                   | 45 Roosevelt Nix, Pittsburgh[a]                                |
| Wide receiver    | 10 DeAndre Hopkins, Houston[b] 84 Antonio Brown, Pittsburgh    | 13 Keenan Allen, LA Chargers 18 A. J. Green, Cincinnati[b]        | 13 T. Y. Hilton, Indianapolis[a] 14 Jarvis Landry, Miami[a]    |
| Tight end        | 87 Travis Kelce, Kansas City[b]                                | 87 Rob Gronkowski, Nouvelle-Angleterre[d]                         | 82 Delanie Walker, Tennessee[a] 84 Jack Doyle, Indianapolis[a] |
| Offensive tackle | 77 Taylor Lewan, Tennessee 78 Alejandro Villanueva, Pittsburgh | 72 Donald Penn, Oakland[b]                                        | 76 Russell Okung, LA Chargers[a]                               |
| Offensive guard  | 66 David DeCastro, Pittsburgh 70 Kelechi Osemele, Oakland      | 64 Richie Incognito, Buffalo                                      |                                                                |
| Center           | 53 Maurkice Pouncey, Pittsburgh                                | 61 Rodney Hudson, Oakland                                         |                                                                |

### Défense
| Position           | Titulaires                                                       | Réserve(s)                                          | Remplaçant(s)                                                                                          |
| ------------------ | ---------------------------------------------------------------- | --------------------------------------------------- | --- |
| Defensive end      | 93 Calais Campbell, Jacksonville[b] 99 Joey Bosa, LA Chargers[b] | 52 Khalil Mack, Oakland[b]                          | 54 Melvin Ingram, LA Chargers[a] 97 Cameron Heyward, Pittsburgh[a] 91 Yannick Ngakoue, Jacksonville[a] |
| Defensive tackle   | 97 Geno Atkins, Cincinnati 99 Jurrell Casey, Tennessee           | 97 Malik Jackson, Jacksonville                      | |
| Outside linebacker | 58 Von Miller, Denver 90 Jadeveon Clowney, Houston[b]            | 55 Terrell Suggs, Baltimore                         | 50 Telvin Smith, Jacksonville[a]                                                                       |
| Inside linebacker  | 57 C.J. Mosley, Baltimore                                        | 50 Ryan Shazier, Pittsburgh[b]                      | 53 Joe Schobert, Cleveland[a]                                                                          |
| Cornerback         | 20 Jalen Ramsey, Jacksonville 21 A. J. Bouye, Jacksonville       | 21 Aqib Talib, Denver 26 Casey Hayward, LA Chargers | |
| Free safety        | 32 Eric Weddle, Baltimore                                        |                                                     | 31 Kevin Byard, Tennessee[a]                                                                           |
| Strong safety      | 20 Reshad Jones, Miami                                           | 23 Micah Hyde, Buffalo[b]                           | |

### Équipes spéciales
| Position           | Titulaires                                | Réserve(s)                       |
| ------------------ | ----------------------------------------- | -------------------------------- |
| Punter             | 6 Brett Kern, Tennessee                   |                                  |
| Placekicker        | 9 Chris Boswell, Pittsburgh               |                                  |
| Kick Returner      | 10 Tyreek Hill, Kansas City               |                                  |
| Équipiers spéciaux | 18 Matthew Slater, Nouvelle-Angleterre[d] | 41 Brynden Trawick, Tennessee[a] |
| Long snapper       | 46 Clark Harris, Cincinnati               |                                  |

## Équipe NFC
C'est Sean Payton , entraîneur principal des Saints de la Nouvelle-Orléans qui dirigera l'équipe de l'NFC.

### Attaque
| Position         | Titulaires                                                   | Réserve(s)                                                     | Remplaçant(s)                                                                          |
| ---------------- | ------------------------------------------------------------ | -------------------------------------------------------------- | -------------------------------------------------------------------------------------- |
| Quarterback      | 11 Carson Wentz, Philadelphia[b][d]                          | 3 Russell Wilson, Seattle 9 Drew Brees, New Orleans            | 16 Jared Goff, LA Rams[a]                                                              |
| Running back     | 30 Todd Gurley, LA Rams                                      | 22 Mark Ingram, New Orleans 41 Alvin Kamara, New Orleans       |                                                                                        |
| Fullback         | 44 Kyle Juszczyk, San Francisco                              |                                                                |                                                                                        |
| Wide receiver    | 11 Julio Jones, Atlanta[b] 19 Adam Thielen, Minnesota        | 11 Larry Fitzgerald, Arizona[b] 13 Michael Thomas, New Orleans | 17 Davante Adams, Green Bay[a] 89 Doug Baldwin, Seattle[a]                             |
| Tight end        | 86 Zach Ertz, Philadelphia[d]                                | 88 Jimmy Graham, Seattle[b]                                    | 82 Jason Witten, Dallas[a] 82 Kyle Rudolph, Minnesota[a]                               |
| Offensive tackle | 71 Trent Williams, Washington[b] 77 Tyron Smith, Dallas[b]   | 65 Lane Johnson, Philadelphia[d]                               | 77 Andrew Whitworth, LA Rams[a] 74 Joe Staley, San Francisco[a]                        |
| Offensive guard  | 70 Zack Martin, Dallas[b] 79 Brandon Brooks, Philadelphia[d] | 75 Brandon Scherff, Washington[b]                              | 70 Trai Turner, Carolina[a] 76 T. J. Lang, Détroit[a] 67 Larry Warford, New Orleans[a] |
| Center           | 51 Alex Mack, Atlanta                                        | 72 Travis Frederick, Dallas                                    |                                                                                        |

### Défense
| Position           | Titulaires                                                    | Réserve(s)                                                | Remplaçant(s)                                                |
| ------------------ | ------------------------------------------------------------- | --------------------------------------------------------- | ------------------------------------------------------------ |
| Defensive end      | 90 DeMarcus Lawrence, Dallas 97 Everson Griffen, Minnesota[b] | 94 Cameron Jordan, New Orleans                            | 72 Michael Bennett, Seattle[a]                               |
| Defensive tackle   | 91 Fletcher Cox, Philadelphia[d] 99 Aaron Donald, LA Rams[b]  | 93 Gerald McCoy, Tampa Bay                                | 76 Mike Daniels, Green Bay[a] 98 Linval Joseph, Minnesota[a] |
| Outside linebacker | 55 Chandler Jones, Arizona 91 Ryan Kerrigan, Washington       | 55 Anthony Barr, Minnesota[b]                             | 58 Thomas Davis Sr., Carolina[a]                             |
| Inside linebacker  | 59 Luke Kuechly, Carolina[b]                                  | 54 Bobby Wagner, Seattle[b]                               | 45 Deion Jones, Atlanta[a] 58 Kwon Alexander, Tampa Bay[a]   |
| Cornerback         | 21 Patrick Peterson, Arizona 29 Xavier Rhodes, Minnesota      | 23 Marshon Lattimore, New Orleans 23 Darius Slay, Détroit |                                                              |
| Free safety        | 29 Earl Thomas, Seattle                                       |                                                           |                                                              |
| Strong safety      | 21 Landon Collins, NY Giants[b]                               | 27 Malcolm Jenkins, Philadelphia[d]                       | 22 Keanu Neal, Atlanta[a] 22 Harrison Smith, Minnesota[a]    |

### Équipes spéciales
| Position           | Titulaires                  | Réserve(s)                 |
| ------------------ | --------------------------- | -------------------------- |
| Punter             | 6 Johnny Hekker, LA Rams    |                            |
| Placekicker        | 4 Greg Zuerlein, LA Rams[b] | 9 Graham Gano, Carolina[a] |
| Kick Returner      | 10 Pharoh Cooper, LA Rams   |                            |
| Équipiers spéciaux | 36 Budda Baker, Arizona     |                            |
| Long snapper       | 44 Jake McQuaide, LA Rams   |                            |

## Nombre de sélection par franchise
| Équipe                             | Nb. |
| ---------------------------------- | --- |
| Steelers de Pittsburgh             | 10  |
| Jaguars de Jacksonville            | 6   |
| Chargers de Los Angeles            | 6   |
| Titans du Tennessee                | 6   |
| Raiders d'Oakland                  | 5   |
| Patriots de la Nouvelle-Angleterre | 4   |
| Chiefs de Kansas City              | 4   |
| Ravens de Baltimore                | 3   |
| Bills de Buffalo                   | 3   |
| Bengals de Cincinnati              | 3   |
| Broncos de Denver                  | 2   |
| Texans de Houston                  | 2   |
| Colts d'Indianapolis               | 2   |
| Dolphins de Miami                  | 2   |
| Browns de Cleveland                | 1   |
| Jets de New York                   | 0   |

| Équipe                        | Nb. |
| ----------------------------- | --- |
| Rams de Los Angeles           | 8   |
| Vikings du Minnesota          | 7   |
| Saints de La Nouvelle-Orléans | 7   |
| Eagles de Philadelphie        | 6   |
| Seahawks de Seattle           | 6   |
| Cowboys de Dallas             | 5   |
| Cardinals de l'Arizona        | 4   |
| Panthers de la Caroline       | 4   |
| Falcons d'Atlanta             | 4   |
| Redskins de Washington        | 3   |
| Packers de Green Bay          | 2   |
| Lions de Détroit              | 2   |
| 49ers de San Francisco        | 2   |
| Giants de New York            | 1   |
| Buccaneers de Tampa Bay       | 1   |
| Bears de Chicago              | 0   |

## Règles du match
Le format du match est le même que celui de 2017. Les règles principales sont :
- Le roster des équipes est composé de 44 joueurs (jusqu'en 2016, il était de 43 - en match de championnat, il est de 46).
- Le "two-minute warning" qui était également accordés dans les 1er et 3e quart-temps (en plus de ceux des 2e et 4e) lors des éditions précédentes sont supprimés. Le ballon ne change pas d'équipe en fin de et de 3e quart-temps.
- Le pile ou face détermine quelle équipe aura la première possession. Il n'y a pas de kickoffs. Le ballon est placé sur la ligne des 25 yards au début de chaque mi-temps et après chaque points marqués.
- Les défenses ne peuvent jouer en double couverture ni en couverture "serrée" (press coverage). Avant le Pro Bowl 2014, seule la couverture simple était autorisée, sauf sur les situations sur les lignes d'en-but.
- Les délais de jeu sont ramenés de 40 ou 25 secondes à 38 et 25 secondes.
- Les révisions de jeu sont autorisées.
- La faute d'intentional grouding est supprimée.
- Lors des actions de jeu, seuls les Defensive-Ends et les Tacles peuvent courir vers le QB mais ils doivent rester du même côté du ballon. Le blitz n'est pas autorisé.
- Les blocs du côté aveugle ainsi que les blocs bas sont interdits.
- Un TE et un RB doivent être présente dans chaque formation.
- Il ne peut y avoir plus de 2 WRs de chaque côté du ballon.
- Le safety doit se trouver entre les hachurés.

## Résumé du match et statistiques
Début du match à 15 h 00. Températures de 26 °C, pluie.
| QT          | Drive       | Drive       | Drive       | Équipe      | Description de l'action | Score | Score |
| QT          | Jeux        | Yards       | TDP         | Équipe      | Description de l'action | NFC   | AFC   |
| ----------- | ----------- | ----------- | ----------- | ----------- | --- | ----- | ----- |
| 1           | 13          | 75          | 07:10       | NFC         | TD de 8 yards par WR Adam Thielen à la suite d'une réception d'une passe de QB Drew Brees + 1 extra-point par K Graham Gano      | 7     | 0     |
| 1           | 12          | 52          | 07:07       | AFC         | FG de 41 yards par K Chris Boswell                                                                                               | 7     | 3     |
| 2           | 4           | -4          | 01:56       | NFC         | FG de 43 yards par K Graham Gano                                                                                                 | 10    | 3     |
| 2           | -           | -           |             | NFC         | TD à la suite d'une interception retournée sur 79 yards par S Harrison Smith + 1 extra-point par K Graham Gano                   | 17    | 3     |
| 2           | 11          | 58          | 01:53       | NFC         | FG de 40 yards par K Graham Gano                                                                                                 | 20    | 3     |
| 3           | 5           | 75          | 03:40       | AFC         | TD de 4 yards par TE Delanie Walker à la suite d'une réception d'une passe de QB Alex Smith + 1 extra-point par K Chris Boswell  | 20    | 10    |
| 3           | 5           | 53          | 03:07       | AFC         | TD à la suite d'une course de 2 yards par RB LeSean McCoy + 1 extra-point par K Chris Boswell                                    | 20    | 17    |
| 4           | 13          | 55          | 06:27       | NFC         | FG de 38 yards par K Graham Gano                                                                                                 | 23    | 17    |
| 4           | 7           | 47          | 02:13       | AFC         | TD de 18 yards par TE Delanie Walker à la suite d'une réception d'une passe de QB Derek Carr + 1 extra-point par K Chris Boswell | 23    | 24    |
| Score final | Score final | Score final | Score final | Score final | Score final | 23    | 24    |

| Statistiques                           | NFC                                                   | AFC                                                   |
| -------------------------------------- | ----------------------------------------------------- | ----------------------------------------------------- |
| 1er down                               | 20                                                    | 18                                                    |
| 1er down à la course                   | 4                                                     | 4                                                     |
| 1er down à la passe                    | 16                                                    | 12                                                    |
| 1er down suite pénalité                | 0                                                     | 2                                                     |
| Conversion de 3e down                  | 7/13                                                  | 5/11                                                  |
| Conversion de 4e down                  | 1/3                                                   | 1/3                                                   |
| Jeux–yards                             | 63 jeux pour 251 yards                                | 51 jeux pour 316 yards                                |
| Yards à la course                      | 19 courses pour 60 yards, moyenne de 3,2 yards/course | 12 courses pour 17 yards, moyenne de 1,4 yards/course |
| Yards à la passe                       | 191                                                   | 296                                                   |
| Passes : Réussies-Tentées-Interceptées | 26/41 passes complétées, 1 interception               | 25/39 passes complétées, 3 interceptions              |
| Réussite en zone rouge/chances         | 1/3                                                   | 3/4                                                   |
| TD                                     | 2                                                     | 3                                                     |
| Field Goals                            | 3/3                                                   | 1/1                                                   |
| Sacks (Nombre-Yards)                   | 3 pour 30 yards adverses perdus                       | 0                                                     |
| Fumbles (Nombre/Perdus)                | 1/1                                                   | 1/1                                                   |
| Pénalités (Nombre/Yards perdus)        | 6 pour 30 yards perdus                                | 1 pour 5 yards perdus                                 |
| Temps de possession                    | 29:44                                                 | 30:16                                                 |

| Quaterbacks         |                   |                                                          |
| NFC                 | J. Goff           | 10/18 passes complétées, 86 yards, 0 interception, 0 TD  |
| NFC                 | R. Wilson         | 9/14 passes complétées, 69 yards, 1 interception, 0 TD   |
| NFC                 | D. Brees          | 7/9 passes complétées, 66 yards, 0 interception, 1 TD    |
| AFC                 | A. Smith          | 7/10 passes complétées, 131 yards, 1 interception, 1 TD  |
| AFC                 | D. Carr           | 11/15 passes complétées, 115 yards, 1 interception, 1 TD |
| AFC                 | B. Roethlisberger | 7/13 passes complétées, 50 yards, 1 interception, 0 TD   |
| AFC                 | A. Brown          | 0/1 passes complétées, 0 yards, 0 interception, 0 TD     |
| Meilleurs coureurs  |                   |                                                          |
| NFC                 | M. Ingram         | 5 courses pour 21 yards nets gagnés, 0 TD                |
| AFC                 | L. McCoy          | 3 courses pour 7 yards nets gagnés, 1 TD                 |
| Meilleurs receveurs |                   |                                                          |
| NFC                 | K. Rudolph        | 7 réceptions pour 70 yards gagnés, 0 TD                  |
| AFC                 | T. Hilton         | 4 réceptions pour 98 yards gagnés, 0 TD                  |
| Meilleurs tacleurs  |                   |                                                          |
| NFC                 | D. Jones          | 6 tacles en solo                                         |
| AFC                 | T. Suggs          | 7 tacles en solo                                         |

| Système | Nom            | Équipe              | Poste |
| Attaque | Delanie Walker | Titans du Tennessee | TE    |
| Défense | Von Miller     | Broncos de Denver   | LB    |